# دارایان دوم
دارایان دوم (که داریوش دوم نیز نامیده شده؛ به زبان آرامی: 𐡃𐡀𐡓𐡉𐡅) فرماندار و شاه مستقلی در پادشاهی پارس در نیمهٔ دوم قرن یک پیش از میلاد بود که از طرف اشکانیان به رسمیت شناخته شده بود.

## سکه‌شناسی داریوش پارسی
در درهم‌های نقره‌ای دارایان دوم (داریوش دوم، فَرتَرَکهٔ پارس)، در قسمت رویی سکه، پادشاه با ریش و سبیل کوتاه و مرتب رو به چپ با یک تاج باشکوه مرواریددوزی‌شده با نماد هلال و ستارهٔ پارسی، تاج به همراه گوش‌پوش، تزیین‌شده با سنگ‌های قیمتی است. در پشت سکه، پادشاه روبه‌روی یک آتشدان از آتش‌های مقدس زرتشتی ایستاده است و بَرسَم آیینی در دست دارد، با نوشته‌ای به زبان آرامی:
(d’ryw mlk 'brh wtprdt mlk')
("داریوش پادشاه پسر وادفراداد پادشاه")